# Клоповник воронцелистный
Клопо́вник воронцели́стный (лат. Lepīdium coronopifōlium) — многолетнее травянистое растение, вид рода Клоповник (Lepidium) семейства Капустные, или Крестоцветные (Brassicaceae).

## Ботаническое описание
Многолетнее корнеотпрысковое растение высотой от 20 до 40 см, с прямостоячими голыми стеблями, разветвлёнными в шаровидной формы куст.
Прикорневые листья ланцетно-линейные, струговидно-надрезанные или зубчатые, стеблевые листья линейные, цельнокрайние.
Соцветие метельчато-ветвистое. Чашелистики при плодах остающиеся, лепестки почти в два раза длиннее чашечки, длиной 2,5 мм.
Стручки 2,5 мм длиной, овальные, пушистые.
Цветение в мае — июне. Размножение как семенное (не каждый год), так и вегетативное, за счёт корневых отпрысков.
Образует характерную для степей жизненную форму «перекати-поле».

## Распространение и экология
Восточнопричерноморско-туранский полупустынный вид. Произрастает от Нижней Волги до Ирана и предгорий Алтая.
Как правило, растёт по солонцам и на выходах гипсоносных глин, иногда поселяется по склонам холмов и в плакорной степи.

## Охрана
Включен в Красные книги следующих субъектов РФ: Волгоградская область, Самарская область.

## Синонимика
Согласно данным The Plant List
- Nasturtium coronopifolium Kuntze